# Svend II de Dinamarca
Svend II Estridsson; (1019 – 28 Abril 1076) fou Rei de Dinamarca del 1047 fins a la seva mort el 1076. Era fill d'Ulf Jarl i Estrid Svendsdatter. Es va casar tres vegades i va tenir més de vint fills amb les seves dones i diverses concubines. Entre els seus fills hagué cinc futurs reis: Harald III, Canut IV, Olav I, Eric I de Dinamarca i Niels.

## Biografia

### Ascens al tron
Svend va néixer a Anglaterra, fill del noruec Ulf Jarl i Estrid Svendsdatter, filla del rei danès Sven Barba de Forqueta i germana del rei Canut el Gran. Svend va ser educat per ser un cap militar i durant uns anys va estar al servei del rei Anund Jacob de Suècia.
Svend va obtenir el títol de jarl de mans del rei Hardecanut, i sota les seves ordres va llençar una campanya contra Noruega, però va ser vençut per Magne Olavsson. A la mort de Hardecanut el 1042, el citat Magne va reclamar el tron de Dinamarca i va proclamar Svend jarl de Jutlàndia. Svend va lluitar per Magne la batalla de Lyrskov Heath el 1043, on va guanyar molta reputació, aconseguint que els nobles danesos el coronessin rei. Aquest fet el va tornar a enfrontar contra el noruec Magne, qui el va derrotar en diverses ocasions, i Svend finalment es va veure obligat a fugir a Suècia.
El 1045, l'oncle de Magne, Harald Hardrada, va tornar de l'exili i es va aliar amb Svend per lluitar contra Magne. Aquest, davant d'aquesta aliança, va decidir compartir el tron amb el seu oncle. El 1047, finalment, Magnus moria, deixant el seu regne dividit en dues parts: Noruega per Harald i Dinamarca per Svend, però cap dels dos nous monarques estava disposat a renunciar a la meitat del territori i així la guerra entre Harald i Svend va continuar.

### Guerra contra Harald Hardrada
Harald fou el primer a atacar i va saquejar les ciutats de Hedeby el 1050 i Aarhus. Svend gairebé el capturà quan Harald estava saquejant la costa de Jutlàndia i es feia a la mar amb les naus sobre carregades pel botí de la incursió. En veure que la flota danesa s'acostava perillosament, Harald va ordenar llençar tots els tresors per la borda, i poc després, amb els danesos encara més a prop, va ordenar llençar a l'aigua tots els presoners. Només llavors Svend va ordenar aturar la persecució.
Al seu torn, Svend gairebé va perdre la vida en la batalla naval de Niså, davant les costes de Halland el 1062. Harald havia convidat Svend a resoldre en conflicte en una batalla definitiva i l'esperà només amb el millor del seu exèrcit i 150 naus. Svend, per la seva banda, va arribar amb el doble de naus però després de batallar tota la nit, la victòria era clara pels noruecs, que més experimentats, hi havien destrossat els flancs de la flota danesa. Svend es va escapar per poc, buscant refugi en casa d'un camperol que li va oferir menjar i un cavall.
No va ser fins al 1064 quan Harald finalment va renunciar al tron de Dinamarca doncs la seva atenció s'havia centrat en la possible conquesta d'Anglaterra. Svend va reconèixer Harald com rei de Noruega, signant la pau entre ambdós reis.

### Consolidació del poder

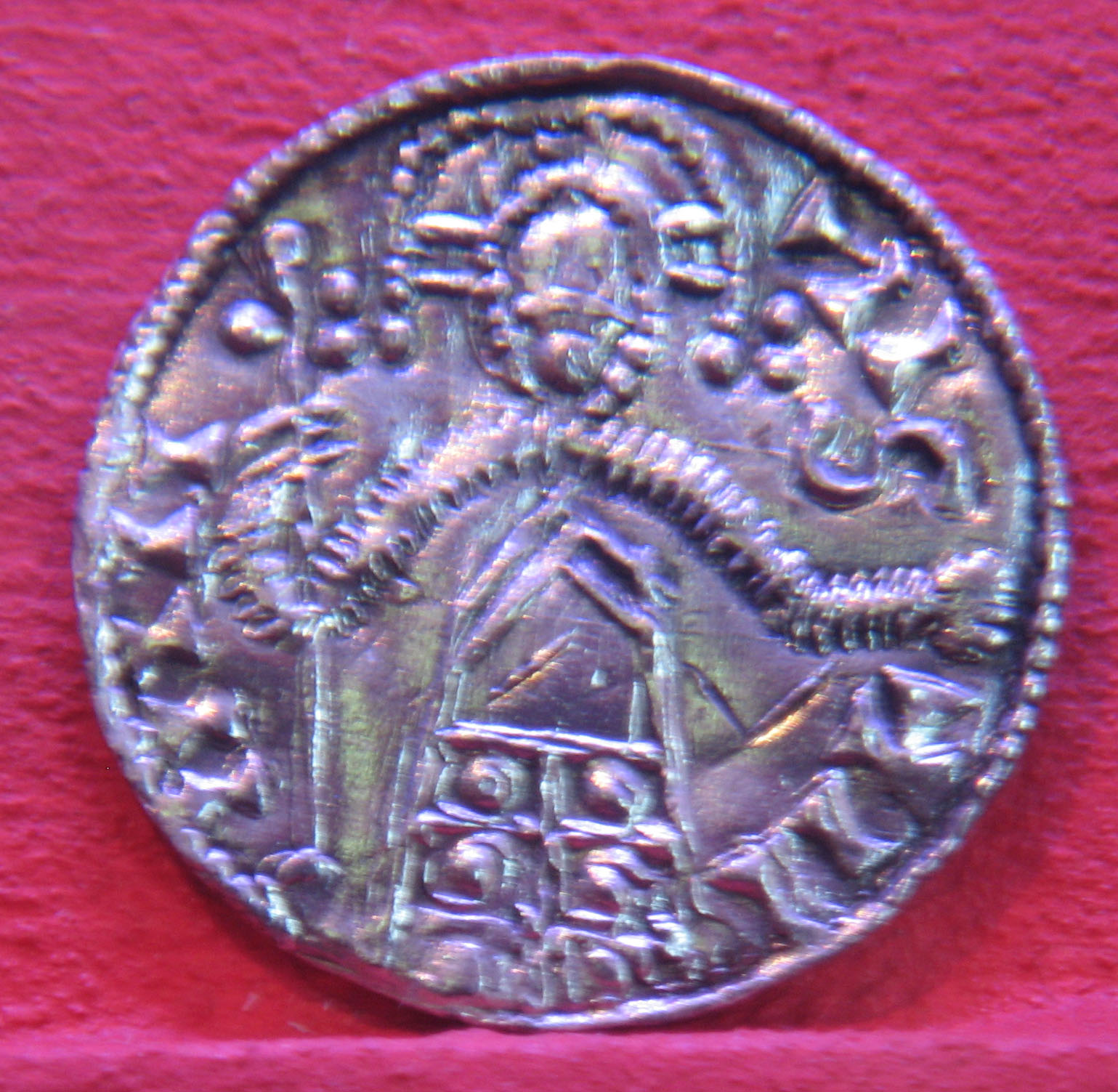
Moneda de Svend II.

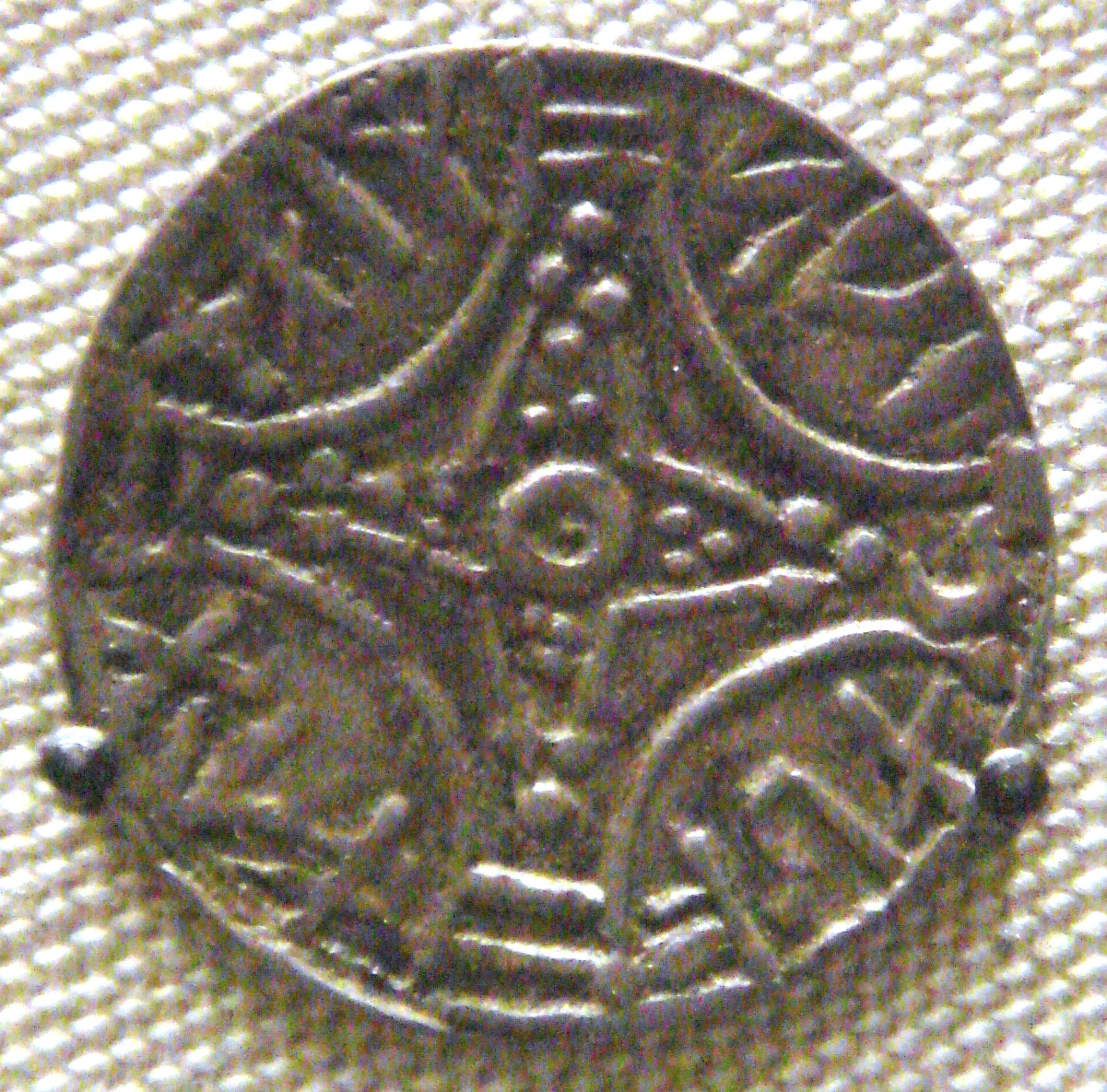
Moneda de Svend Estridson. Museu Britànic.

La connexió de Svend amb els anteriors monarques danesos era per part de mare, per això va prendre el cognom matern, emfatitzant els seus llaços amb la reialesa.
Va buscar activament l'amistat de l'església i dels Papes, arribant a enviar el seu fill gran Knud Magnus a Roma per ser coronat pel Papa, si bé el jove va morir pel camí. Va pressionar sense èxit per santificar el primer rei cristià de Dinamarca, Harald I, i es va aliar amb Enric III del Sacre Imperi Romanogermànic contra Balduí I de Constantinoble el 1049.
Quan el seu antic enemic Harald Hardrada fou derrotat i mort a la batalla de Stamford Bridge, Svend va centrar la seva atenció en Anglaterra, que en el passat havia estat governada pel seu oncle Canut el Gran. Així es va aliar amb Edgard Ætheling, el darrer supervivent de la dinastia Anglo-Saxona contra Guillem I d'Anglaterra, però després de capturar York amb èxit, Svend va acceptar el tribut de Guillem per abandonar Edgar a la seva sort.

### Mort
El rei Svend va morir en la seva granja propera a Aabenraa, el 1076. El seu cos fou enterrat en la Catedral de Roskilde.

## Llegat
Svend és considerat el darrer rei viking de Dinamarca, així com el primer rei medieval. Va reforçar els llaços entre la monarquia i l'església, en detriment de la pagesia. Va dividir Dinamarca en diverses diòcesis posant-se d'acord directament amb el Papa i es van construir centenars d'esglésies per tot el país.
El seu primer matrimoni va ser amb Gyda de Suècia, filla d'Anund Jacob. El 1050 es va casar per segon cop amb Gunnhildr Sveinsdóttir, madrastra de Gyda. Després de la mort de Harald Hardradah, Svend es va casar amb la seva vídua Tora Torbergsdatter. També va tenir múltiples amants i més de 20 fills:
Amb Gunnhildr:
1. Svend Svendsen, que va morir molt jove, camí de Roma[2]

Amb diverses amants:
1. Knud Magnus
2. Harald III de Dinamarca
3. Canut IV el Sant
4. Olav I de Dinamarca
5. Eric I de Dinamarca
6. Svend Tronkræver
7. Ulf Svendsen (Ubbe)
8. Benedict Svendsen
9. Bjørn Svendsen
10. Niels de Dinamarca
11. Sigrid Svendsdatter esposa de Gottschalk
12. Ingerid, esposa de Olaf III de Noruega
13. Sweyn el Croat
14. Thorgils Svendsen
15. Sigurd Svendsen,
16. Guttorm Svendsen
17. Ømund Svendsen
18. Gunhild Svendsdatter
19. Ragnhild Svendsdatter, esposa de Svein Aslaksson